# Andrea Francesco Giovanni Altesti
Andrea Francesco Giovanni Altesti o d'Altesti (Ragusa, 1766 – San Giorgio di Nogaro, 3 giugno 1851) è stato un diplomatico e politico italiano.

## Biografia
Nato da famiglia benestante, studiò in Italia dove abbracciò convinzioni giacobine; ritornato a Ragusa di Dalmazia, gli fu presto conferito il titolo di nobile della Città Episcopale di Stagno per essere poi ammesso alle confraternite di San Lazzaro e Sant'Antonio.
Trasferitosi con il padre a Istanbul, fu avvicinato dall’ambasciatore russo il quale gli offrì di lavorare per l’intendenza di San Pietroburgo dove Altesti conseguì successi diplomatici, grandi ricchezze e i titoli di Segretario di Stato Intimo e di Gabinetto di Sua Maestà e quindi di Consigliere di Collegio dell’Ordine di San Vladimiro di Quarto grado.
Caduto in disgrazia, anche per un sospetto furto di documenti di Stato, il successore di Caterina la Grande, zar Paolo I di Russia lo  esiliò e recluse per tre anni il d’Altesti in Siberia e/o Ucraina.
Riabilitato dallo zar Alessandro I di Russia, alla morte di Paolo, resagli libertà e beni confiscati, Altesti lasciò la Russia e, pur continuando a viaggiare in Europa, probabilmente collaborò con Napoleone Bonaparte ed infine si stabilì in Friuli-Venezia Giulia dove morì il 3 giugno 1851 nella sua casa di San Giorgio di Nogaro.